# Attaque de Yokosuka
Vous lisez un « bon article » labellisé en 2016.
Guerre du Pacifique
Batailles
Batailles et opérations de la guerre du Pacifique

Japon :
- Raid de Doolittle
- Bombardements stratégiques sur le Japon (Tokyo
- Yokosuka
- Kure
- Hiroshima et Nagasaki)
- Raids aériens japonais des îles Mariannes
- Campagne des archipels Ogasawara et Ryūkyū
- Opération Famine
- Bombardements navals alliés sur le Japon
- Baie de Sagami
- Invasion de Sakhaline
- Invasion des îles Kouriles
- Opération Downfall
- Reddition du Japon

Pacifique central :
- Pearl Harbor
- Guam (1941)
- Wake
- Raid sur les îles Gilbert et Marshall
- Opération K
- Midway
- Opération RY
- Campagne des îles Gilbert et Marshall
- Campagne des îles Mariannes et Palaos
- Campagne des archipels Ogasawara et Ryūkyū
- Opération Inmate

Pacifique du sud-ouest :
- Nauru
- Invasion des Philippines (1941-42)
- Invasion des Indes orientales néerlandaises
- Opérations de l'Axe dans les eaux australiennes
- Raids aériens japonais sur l'Australie (1942-43)
- Opération Ke
- Campagne des îles Salomon
- Campagne de Nouvelle-Guinée
- Campagne des Philippines
- Campagne de Bornéo (1945)

Asie du sud-est :
- Invasion de l'Indochine (1940)
- Océan Indien (1940-45)
- Guerre franco-thaïlandaise
- Invasion de la Thaïlande
- Campagne de Malaisie
- Hong Kong
- Singapour
- Campagne de Birmanie
- Opération Kita
- Indochine (1945)
- Détroit de Malacca
- Opération Jurist
- Opération Tiderace
- Opération Zipper
- Bombardements stratégiques (1944-45)

Guerre sino-japonaise
Front d'Europe de l’Ouest
Front d'Europe de l’Est
Bataille de l'Atlantique
Campagnes d'Afrique, du Moyen-Orient et de Méditerranée
Théâtre américain
L'attaque de Yokosuka est un raid aérien mené par l'US Navy le 18 juillet 1945 contre l'arsenal naval de Yokosuka pendant les dernières semaines de la guerre du Pacifique.
En juillet 1945, la troisième flotte des États-Unis dirigée par l'amiral William F. Halsey mène une série de raids aériens et de bombardements navals contre des cibles au Japon. Alors que la plupart des navires de guerre japonais sont ancrés près de la base navale de Kure et dans la mer intérieure de Seto, le cuirassé japonais Nagato et plusieurs navires de guerre plus petits sont parqués à l'arsenal naval de Yokosuka dans la baie de Tokyo.
Le Nagato est la principale cible du raid, mais les positions anti-aériennes et d’autres navires de guerre situés à l'arsenal naval de Yokosuka sont également visés par l’attaque. D'autres avions de l'US Navy et de la Royal Navy frappent aussi des aérodromes de la région de Tokyo. Alors que le Nagato n'est que légèrement endommagé, l'aviation américaine coule un destroyer, un sous-marin et deux navires d'escorte ; elle endommage cinq petits vaisseaux. Les pilotes alliés détruisent également plusieurs locomotives et quarante-trois avions japonais. La défense antiaérienne japonaise abat douze avions américains et deux britanniques.
Après l'attaque de Yokosuka, les attaques de la flotte alliée se portent contre le corps principal de la marine impériale à Kure, puis la troisième flotte et des éléments de la Royal Navy poursuivent leurs frappes contre des cibles au Japon jusqu'à la fin des combats le 15 août 1945.

## Prélude
En juillet 1945, la troisième flotte américaine dirigée par l'amiral William F. Halsey, mène une série de raids aériens et de bombardements navals contre des cibles au Japon. Ces attaques sont exécutées par la Task Force 38 (TF 38), la force de frappe de la troisième flotte commandée par le vice-amiral John S. McCain, Sr. Elle est composée de neuf porte-avions, de six porte-avions légers et de leurs navires de soutien, et elle embarque un millier d’avions. Le 10 juillet, les avions de la TF 38 frappent des aérodromes autour de Tokyo et détruisent 340 avions japonais au sol et deux dans les airs. Peu d’avions japonais ont répliqué à cette attaque, car ils sont réservés pour monter des attaques suicides à grande échelle contre la flotte alliée lors de l'invasion attendue du pays plus tard en 1945. Après cette attaque, la troisième flotte mène des raids sur Hokkaido et au nord de Honshu les 14 et 15 juillet. Elle coule un grand nombre de navires et détruit 25 avions au sol. Les navires de guerre américains naviguent alors au sud et le 16 juillet, ils sont rejoints par la principale force d’attaque de la British Pacific Fleet, la Task Force 37 (TF 37) qui comprend trois porte-avions et leurs escortes.

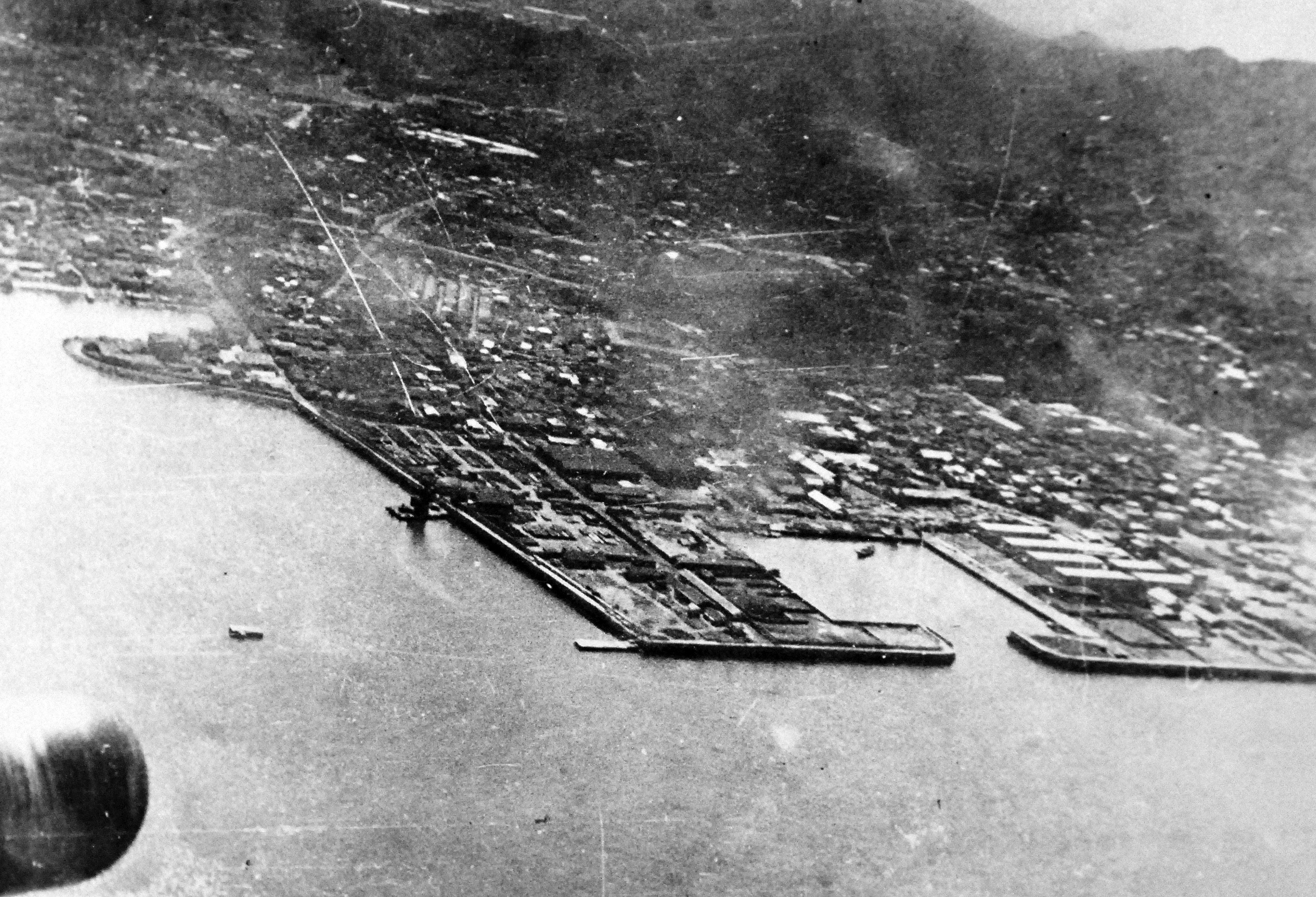
Une partie de l'arsenal naval de Yokosuka photographié lors du raid de Doolittle en avril 1942.

En juillet 1945, les grands navires de la Marine impériale japonaise restants ne peuvent plus prendre la mer en raison de la pénurie de carburant et du danger d'attaque des avions et sous-marins alliés. Alors que la plupart de ces navires de guerre sont ancrés près de la base navale de Kure et dans la mer intérieure de Seto, le Nagato et plusieurs navires de guerre plus petits sont parqués à l'arsenal naval de Yokosuka dans la baie de Tokyo. À ce moment, le cuirassé est amarré face au quai nord-ouest et recouvert d'un camouflage destiné à le rendre moins repérable par les avions de reconnaissance. L'ensemble de l'armement secondaire du Nagato et environ la moitié de ses canons antiaériens ont été démontés et installés sur les collines à proximité afin de fournir une protection à la base navale. Les chaudières du cuirassé ne sont pas allumées ; il reçoit de la vapeur et de l’électricité du chasseur de sous-marin Fukugawa Maru no 7 et d'une chaudière auxiliaire située à quai. Le destroyer Ushio est également amarré à proximité afin de protéger le cuirassé avec ses canons anti-aériens de 25 mm.
La présence du Nagato  à Yokosuka est révélée aux Alliés par des photographies prises lors du raid sur la région de Tokyo le 10 juillet. Le 16 juillet, Halsey et le vice-amiral Bernard Rawlings, le commandant de TF 37, se réunissent pour planifier les raids sur la région de Tokyo. Halsey est déterminé à couler les restes de la Marine impériale japonaise, et place particulièrement l'accent sur l'attaque du Nagato, navire amiral de l’amiral Isoroku Yamamoto lors de l’attaque de Pearl Harbor en décembre 1941,. En raison de la position du cuirassé au sein d'un port bien défendu, les planificateurs de la troisième flotte évaluent que les aéronefs qui tenteraient le vol rectiligne en palier, nécessaire pour lancer des torpilles, subiraient de lourdes pertes. Ils décident alors d'utiliser des bombardiers en piqué. Mais comme le côté terre de la base navale est montagneux, l’approche pour des bombardiers en piqué demeure limitée.

## L'attaque

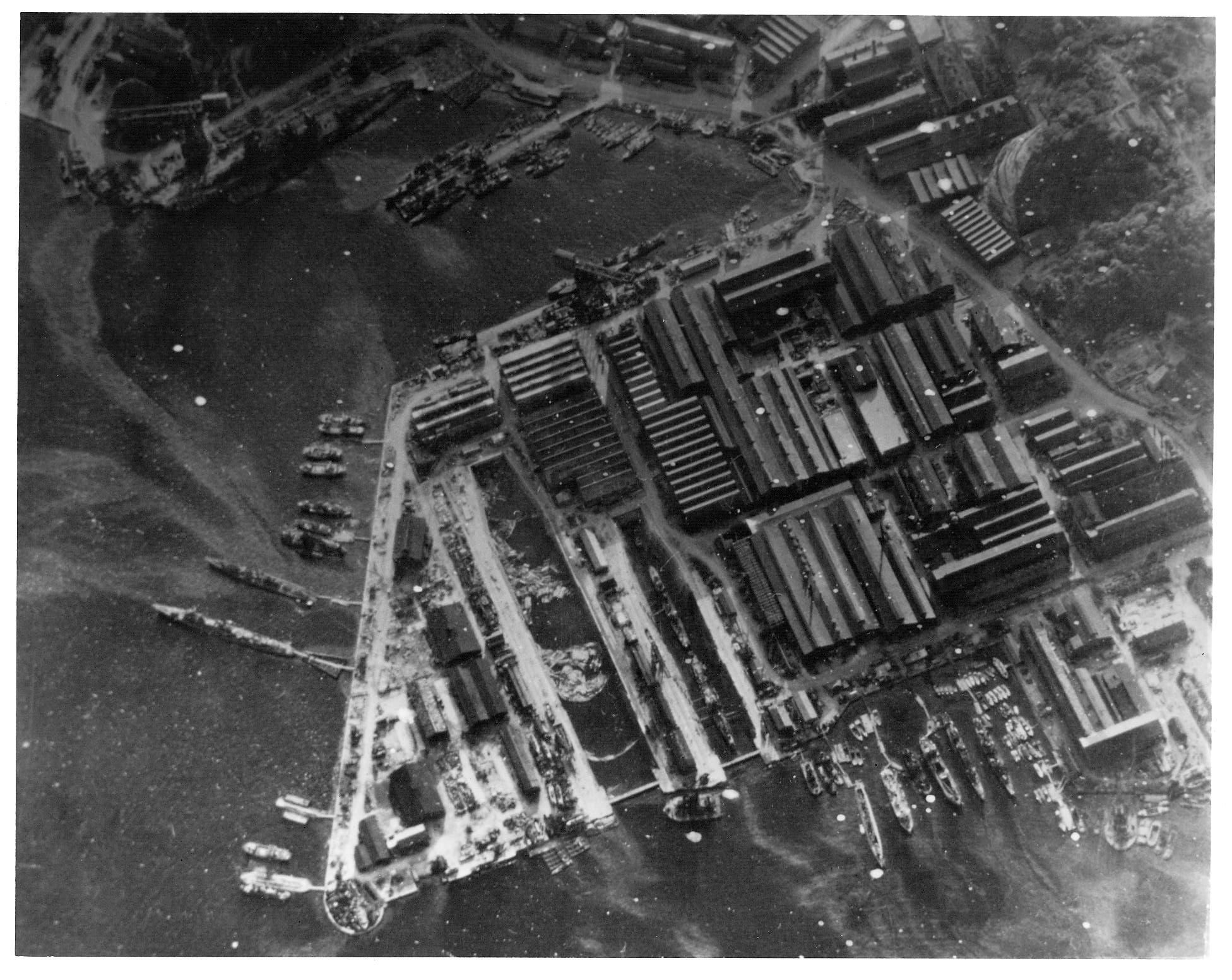
Une photo de reconnaissance de l’arsenal de Yokosuka prise le 18 juillet 1945 par l’US Navy. Le Nagato est situé en haut à gauche de la photo.

Le 17 juillet, les flottes américaine et britannique tentent de frapper l'arsenal de Yokosuka et d'autres cibles dans la région de Tokyo. Alors que les deux premières vagues d'avions ont décollé, l'attaque est perturbée par une épaisse couche nuageuse sur la région et les autres attaques sont annulées. Des aérodromes situés au nord de la région de Tokyo sont tout de même frappés, mais peu de dégâts sont recensés,. Bien que la base navale de Yokosuka n'a pas été attaquée, elle est survolée par un chasseur américain, qui met en alerte les défenses antiaériennes. Dans la nuit du 17 au 18 juillet, les navires de guerre américains et britanniques bombardent la ville d'Hitachi.
Le lendemain, la flotte alliée navigue au sud à la recherche de conditions climatiques mieux adaptées à la conduite des opérations de vol. Elles s’améliorent au cours de la matinée, et à 11 h 30 les frappes aériennes commencent. Les avions britanniques de la TF 37 sont envoyés contre les aérodromes de la région de Tokyo. La taille de cette attaque est considérablement réduite par rapport à ce qui était initialement prévu. En effet, le système de carburant du HMS Victorious s'est retrouvé contaminé avec de l'eau et le porte-avions n'a pu lancer que six Chance Vought F4U Corsair. L'effort principal de la TF 38 est, lui, dirigé contre l’arsenal naval de Yokosuka, et le Nagato est désigné comme principale cible du raid. Un plus petit nombre d'avions américains sont également dépêchés pour bombarder les terrains d'aviation japonais,.
L'attaque sur Yokosuka commence à environ 15 h 30 le 18 juillet. La première vague d'avions américains frappe les batteries anti-aériennes autour de la base navale et réussit à les neutraliser. Par la suite, les avions du VF-88 attaquent le Nagato avec des bombes. Une bombe à fragmentation de 500 livres touche le pont du cuirassé et tue son commandant, le contre-amiral Otsuka Miki ainsi que le commandant en second et au moins neuf autres hommes. Une autre bombe de 500 livres frappe le Nagato et explose près du mess, tuant environ 22 marins et détruisant quatre canons de 25 mm. Le seul autre coup direct sur le navire est effectué par un obus de 5 pouces ou une roquette qui n'a pas explosé. En outre, 60 bombes ont explosé dans le port, près du Nagato, causant des dommages à sa double coque et entrainant une fuite de 2 000 tonnes d'eau dans le navire. Au moment où l'attaque se conclut à 16 h 10, 35 des 967 officiers et hommes du cuirassé ont été tués. L'ensemble des dommages au navire a ensuite été évalué comme étant légers.
L’aviation américaine a également attaqué plusieurs autres navires amarrés à Yokosuka. Le destroyer inachevé de classe Matsu, le Yaezakura, s’est brisé en deux et a coulé après avoir été bombardé. Le sous-marin I-372 a été détruit par une autre bombe, mais son équipage était à terre et n'a pas subi de pertes,. Deux navires d'escorte et un torpilleur ont également été coulés. En plus de ces pertes, cinq autres navires, y compris le destroyer obsolète Yakaze et deux navires-écoles, le cuirassé Fuji et le croiseur Kasuga, ont également été endommagés,. En dépit de leur proximité avec le Nagato, le Fukugawa Maru no 7 et l’Ushio n’ont pas été endommagés. Les frappes de l'aviation britannique et américaine contre les aérodromes ont détruit 43 aéronefs japonais et endommagé 77 autres. Les pilotes de ces avions ont également confirmé la destruction de plusieurs locomotives de chemin de fer. Les pertes alliées lors de l'attaque du 18 juillet se montent à 12 avions de l'US Navy et deux avions de la Royal Navy, ainsi que la perte de 18 pilotes,. Les alliés ont été déçus de ne pas réussir à couler le Nagato, alors que le cuirassé était la principale cible du raid.

## Conséquences

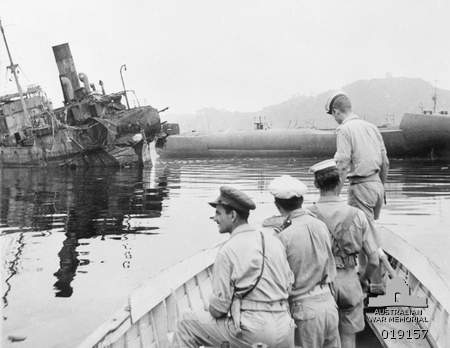
Le personnel de la Royal Australian Navy inspectant au cours de septembre 1945 un sous-marin et un navire naufragé à Yokosuka à la suite de l'attaque du 18 juillet 1945-.

Après l’attaque de Yokosuka, le 18 juillet, la flotte alliée s’éloigne du Japon afin d'être ravitaillée. Ses prochaines attaques se portent contre le corps principal de la marine impériale à Kure sur la mer intérieure, les 24, 25 et 28 juillet. Ces raids permettent de couler trois cuirassés, un porte-avions et plusieurs autres navires de guerre, mais coûtent aux Alliés 133 avions et 102 pilotes. La troisième flotte et des éléments de la Royal Navy continuent leurs frappes contre des cibles au Japon jusqu'à la fin des combats le 15 août 1945.
Après l'attaque,  l’équipage du Nagato retire les victimes du navire et mène des réparations limitées. L’inondation de certains des ballasts donne l’impression trompeuse que le navire a été coulé. Pendant les premières heures du 2 août, on ordonne au Nagato de prendre la mer afin d'intercepter une force alliée. Cependant, le rapport concernant les navires alliés est erroné et cette sortie est annulée avant la fin des préparatifs ; le navire ne quitte finalement pas le port. Le 30 août le navire est remis à l'US Navy. Il sert de navire cible pour les deux tests atomiques effectués sur l'atoll de Bikini les 1er et 28 juillet 1946 lors de l'opération Crossroads ; il est coulé au cours de la nuit du 29 au 30 juillet.